# 평판 디스플레이

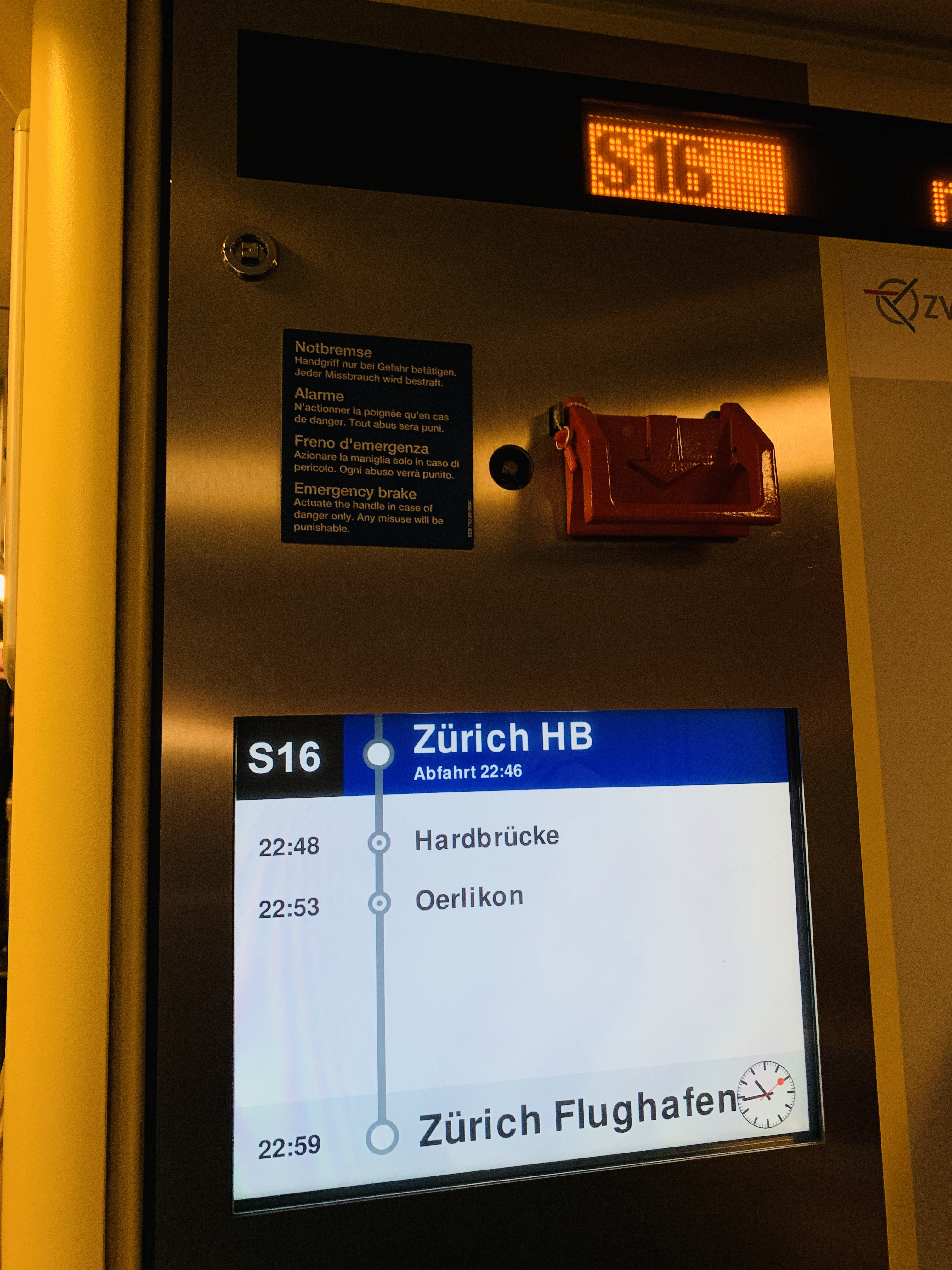
스위스 통근 열차 내 두 가지 유형의 평판 디스플레이 정보: 열차 번호(S16, 오른쪽 상단)를 보여주는 주황색 LED 디스플레이와 현재 위치 및 다음 정거장을 보여주는 LCD 화면(하단)

평판 디스플레이(Flat-panel display, FPD)는 텍스트나 이미지와 같은 시각적 콘텐츠를 표시하는 데 사용되는 전자시각표시장치이다. 소비자, 의료, 운송 및 산업 장비에 사용된다.
평판 디스플레이는 얇고 가벼우며, 이전 시대의 일반 소비자용 TV보다 더 나은 선형성과 높은 해상도를 제공한다. 일반적으로 두께는 10 센티미터 (3.9 in) 미만이다. 소비자용 브라운관 텔레비전의 최고 해상도가 1080i였던 반면, 2020년대의 많은 인터랙티브 평판 패널은 1080p 및 4K 해상도를 지원한다.
2010년대에 노트북, 휴대폰, 휴대용 카메라와 같은 휴대용 가전제품은 전력 소비가 적고 가볍기 때문에 평판 디스플레이를 사용해 왔다. 2016년 현재, 평판 디스플레이는 브라운관 디스플레이를 거의 완전히 대체했다.
2010년대의 대부분의 평판 디스플레이는 LCD 또는 발광 다이오드(LED) 기술을 사용하며, 때로는 이들이 결합되기도 한다. 대부분의 LCD 화면은 색상을 표시하는 데 사용되는 컬러 필터가 있는 백라이트 방식이다. 많은 경우, 평판 디스플레이는 터치스크린 기술과 결합되어 사용자가 디스플레이와 자연스럽게 상호작용할 수 있도록 한다. 예를 들어, 최신 스마트폰 디스플레이는 종종 OLED 패널과 정전식 터치스크린을 사용한다.
평판 디스플레이는 휘발성 및 정적의 두 가지 디스플레이 장치 범주로 나눌 수 있다. 전자는 상태를 유지하기 위해 픽셀을 주기적으로 전자적으로 새로 고쳐야 하며(예: 액정 디스플레이(LCD)), 전원이 공급될 때만 이미지를 표시할 수 있다. 반면, 정적 평판 디스플레이는 전자종이 기술을 사용하는 디스플레이와 같이 색상 상태가 이중 안정적인 재료에 의존하므로 전원이 제거되어도 콘텐츠를 유지한다.

## 역사
평판 TV에 대한 최초의 공학적 제안은 1954년 제너럴 일렉트릭에서 레이더 모니터 작업의 결과로 나왔다. 그들의 연구 결과 발표는 미래의 평판 TV와 모니터의 모든 기본 사항을 제시했다. 그러나 제너럴 일렉트릭은 필요한 연구 개발을 계속하지 않았고 그 당시에는 작동하는 평판을 만들지 못했다. 최초의 양산형 평판 디스플레이는 1950년대 초에 개발되어 1958년에 제한된 수량으로 생산된 에이켄 튜브였다. 이는 군사 시스템에서 헤드업 디스플레이 및 오실로스코프 모니터로 일부 사용되었지만, 기존 기술이 개발을 앞질렀다. 가정용 텔레비전 시스템을 상업화하려는 시도는 계속 문제에 부딪혔고 시스템은 상업적으로 출시되지 않았다.
홀로그래피의 발명가로 더 잘 알려진 데니스 가보르는 1958년에 평면 브라운관 특허를 받았다. 이는 에이켄의 개념과 상당히 유사했으며, 수년간의 특허 분쟁으로 이어졌다. 소송이 완료되었을 때, 에이켄의 특허는 미국에서, 가보르의 특허는 영국에서 적용되었으며, 상업적 측면은 오래전에 만료되었고, 두 사람은 친구가 되었다. 이 무렵, 클라이브 싱클레어는 가보르의 연구를 접하고 이를 상업화하기 위한 궁극적으로 실패한 10년간의 노력을 시작했다.
필코 프리딕타는 (당시 기준으로) 비교적 평평한 브라운관 설정을 특징으로 했으며, 1958년 출시 당시 최초의 상업용 "평판 패널"이 될 것이었다. 프리딕타는 상업적으로 실패했다. 플라즈마 디스플레이 패널은 1964년 일리노이 대학교에서 발명되었다고 플라즈마 디스플레이 패널의 역사가 기록하고 있다.

### 액정 디스플레이 (LC 디스플레이 또는 LCD)
MOSFET (금속-산화물-반도체 전계 효과 트랜지스터 또는 MOS 트랜지스터)는 1959년 벨 연구소의 마틴 아탈라와 강대원이 발명했으며, 1960년에 발표되었다. 그들의 연구를 바탕으로 RCA의 폴 K. 와이머는 1962년에 박막 트랜지스터(TFT)를 개발했다. 이것은 표준 벌크 MOSFET과 다른 유형의 MOSFET이었다. TFT 기반 LCD의 아이디어는 1968년 RCA 연구소의 버나드 J. 레흐너가 고안했다. B.J. 레흐너, F.J. 말로, E.O. 네스터 및 J. 툴츠는 1968년에 표준 개별 MOSFET을 사용한 동적 산란 LCD로 이 개념을 시연했다.
최초의 액티브 매트릭스 방식 전자 발광식 표시 장치는 1968년 웨스팅하우스 일렉트릭 코퍼레이션의 T. 피터 브로디의 박막 장치 부서에서 TFT를 사용하여 만들어졌다. 1973년, 웨스팅하우스 연구소의 브로디, J. A. 아사르스 및 G. D. 딕슨은 최초의 박막 트랜지스터 액정 디스플레이를 시연했다. 브로디와 팡첸 뤄는 1974년에 TFT를 사용한 최초의 평면 액티브 매트릭스 액정 디스플레이(AM LCD)를 시연했다.
1982년까지 일본에서는 LCD 기술을 기반으로 한 포켓형 LCD TV가 개발되었다. 2.1인치 엡손 ET-10 엡손 엘프는 1984년에 출시된 최초의 컬러 LCD 포켓 TV였다. 1988년, 엔지니어 나가야스 T.가 이끄는 샤프 연구팀은 14인치 풀 컬러 LCD를 시연했으며, 이는 전자공업계에 LCD가 결국 브라운관을 표준 텔레비전 디스플레이 기술로 대체할 것이라는 확신을 주었다. 2013년 기준 현재 모든 현대 고해상도 및 고품질 전자시각표시장치는 TFT 기반 액티브 매트릭스 디스플레이를 사용한다.

### LED 디스플레이
최초의 상용 가능한 LED 디스플레이는 휴렛 팩커드(HP)가 개발하여 1968년에 출시했다. 이는 1962년부터 1968년 사이에 하워드 C. 보든, 제럴드 P. 피기니, 마틴 아탈라가 이끄는 HP 어소시에이츠 및 HP 연구소의 연구팀이 실용적인 LED 기술에 대한 연구개발(R&D)의 결과였다. 1969년 2월, 그들은 HP 모델 5082-7000 숫자 표시기를 출시했다. 이는 최초의 영숫자 LED 디스플레이였으며, 닉시관을 숫자 디스플레이용으로 대체하고 나중의 LED 디스플레이의 기반이 되는 디지털 디스플레이 기술의 혁명이었다. 1977년, 제임스 P. 미첼은 아마도 가장 초기 단색 평판 LED 텔레비전 디스플레이였을 시제품을 제작하고 나중에 시연했다.
이스트먼 코닥의 칭 W. 탕과 스티븐 반 슬라이크는 1987년에 최초의 실용적인 유기 LED(OLED) 장치를 만들었다. 2003년, 하이닉스는 4,096가지 색상을 구현할 수 있는 유기 EL 드라이버를 생산했다. 2004년, 소니 퀄리아 005는 최초의 LED-백라이트 LCD였다. 2007년에 출시된 소니 XEL-1은 최초의 OLED 텔레비전이었다.

## 일반적인 유형

### 액정 디스플레이 (LCD)

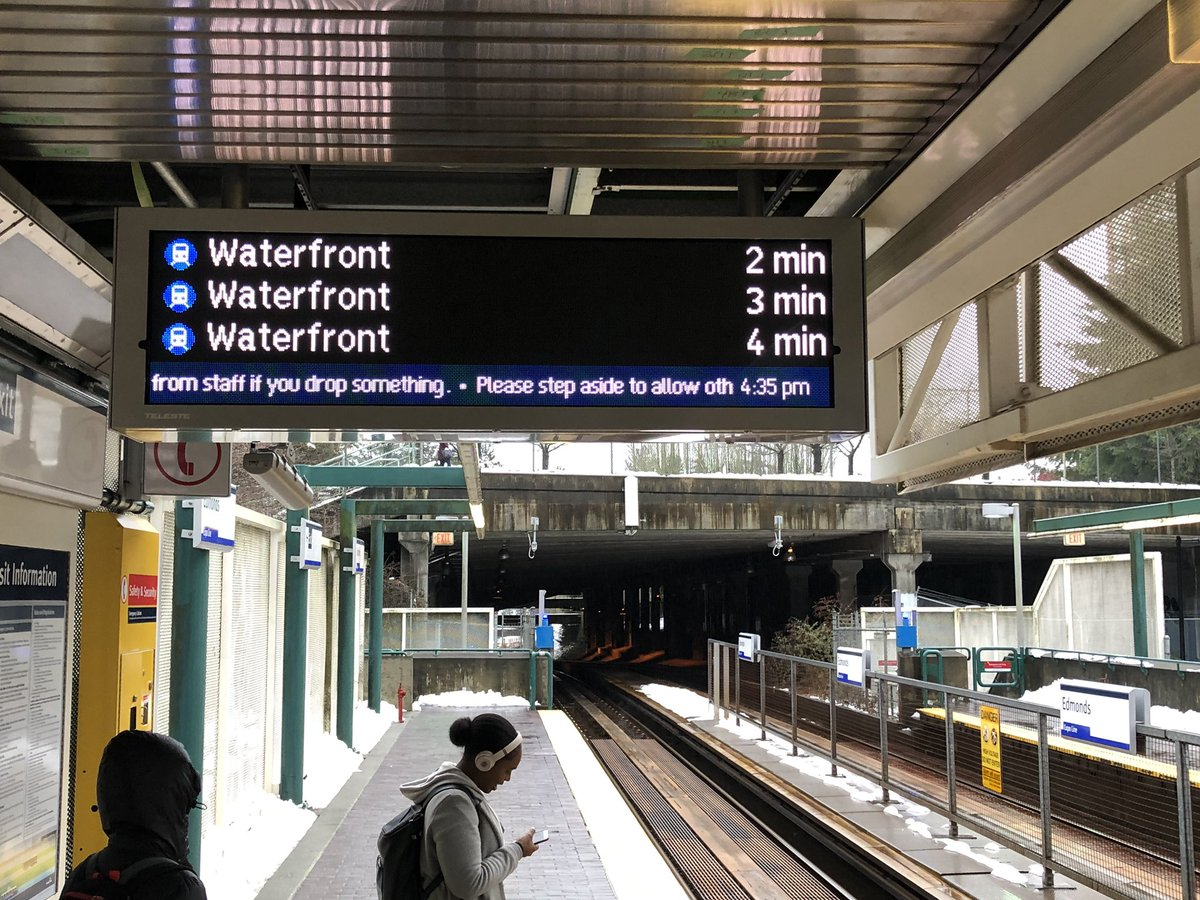
여행객을 위한 정보 디스플레이로 사용되는 LCD 화면

전계 효과 LCD는 브라운관 화면보다 가볍고, 작고, 휴대하기 쉬우며, 저렴하고, 신뢰성이 높고, 눈에 더 편안하다. LCD 화면은 결정성 속성을 나타내는 액체인 액정의 얇은 층을 사용한다. 이는 투명 전극이 있는 두 개의 유리판 사이에 끼워져 있다. 두 개의 편광 필름은 LCD의 각 면에 배치된다. 전극 사이에 제어된 전기장을 생성함으로써 액정의 다양한 세그먼트 또는 픽셀이 활성화되어 편광 특성이 변경될 수 있다. 이러한 편광 특성은 액정 층의 정렬 및 사용되는 특정 전계 효과에 따라 달라지며, 이는 꼬인 네마틱 액정(TN), 인플레인 스위칭(IPS) 또는 수직 정렬(VA)이다. 색상은 개별 서브픽셀에 적절한 컬러 필터(빨강, 초록, 파랑)를 적용하여 생성된다. LC 디스플레이는 시계, 계산기, 휴대폰, TV, 컴퓨터 모니터 및 노트북 화면 등 다양한 전자 제품에 사용된다.

### LED-LCD
초기 대형 LCD 화면은 다수의 CCFL(냉음극 형광 램프)을 사용하여 백라이트가 켜졌다. 그러나 소형 포켓 사이즈 장치는 거의 항상 LED를 광원으로 사용했다. LED의 발전과 함께 거의 모든 새로운 디스플레이는 이제 LED-백라이트 LCD 기술을 갖추고 있다. 이미지는 여전히 LCD 층에 의해 생성된다.

### 플라즈마 패널
플라즈마 디스플레이는 네온과 같은 가스로 채워진 얇은 간격으로 분리된 두 개의 유리판으로 구성된다. 이 판 각각에는 여러 개의 평행 전극이 가로질러 있다. 두 판의 전극은 서로 직각으로 배치된다. 각 판의 두 전극 사이에 전압을 가하면 두 전극의 작은 가스 세그먼트가 빛을 발한다. 가스 세그먼트의 빛은 모든 전극에 지속적으로 인가되는 낮은 전압에 의해 유지된다. 2010년까지 소비자 플라즈마 디스플레이는 수많은 제조업체에 의해 단종되었다.

### 전자 발광식 패널
전자 발광식 표시 장치에서 이미지는 인광체가 빛을 발하도록 플레이트에 전기 신호를 인가하여 생성된다.

### 유기 발광 다이오드
OLED (유기 발광 다이오드)는 발광 유기 반도체 필름이 전류에 반응하여 빛을 방출하는 발광 다이오드이다. 이 유기 반도체 층은 두 전극 사이에 위치하며, 일반적으로 이 전극 중 적어도 하나는 투명하다. OLED는 텔레비전 화면, 컴퓨터 모니터, 휴대폰, 휴대용 게임기, PDA와 같은 휴대용 시스템의 디지털 디스플레이를 만드는 데 사용된다.

### 퀀텀닷 발광 다이오드
QLED 또는 퀀텀닷 LED는 삼성에서 이 상표로 출시한 평판 디스플레이 기술이다. 소니와 같은 다른 텔레비전 제조업체는 이미 2013년에 LCD TV의 백라이트를 향상시키기 위해 동일한 기술을 사용했다. 퀀텀닷은 청색 LED와 같은 더 짧은 파장의 광원에 의해 조명될 때 자체적인 고유한 빛을 생성한다. 이 유형의 LED TV는 이미지가 여전히 LCD에 의해 생성되는 LCD 패널의 색역을 향상시킨다. 삼성의 관점에서 대형 TV용 퀀텀닷 디스플레이는 향후 몇 년 안에 OLED 디스플레이보다 더 인기를 얻을 것으로 예상된다. 나노코 및 나노시스와 같은 회사들은 QD 재료를 공급하기 위해 경쟁한다. 한편, 스마트폰과 같은 삼성 갤럭시 장치는 삼성에서 제조한 OLED 디스플레이를 계속 탑재하고 있다. 삼성은 자사 웹사이트에서 생산하는 QLED TV가 디스플레이의 어떤 부분이 더 많거나 적은 명암을 필요로 하는지 판단할 수 있다고 설명한다. 삼성은 또한 새로운 삼성 QLED TV를 홍보하기 위해 마이크로소프트와의 파트너십을 발표했다.

## 휘발성

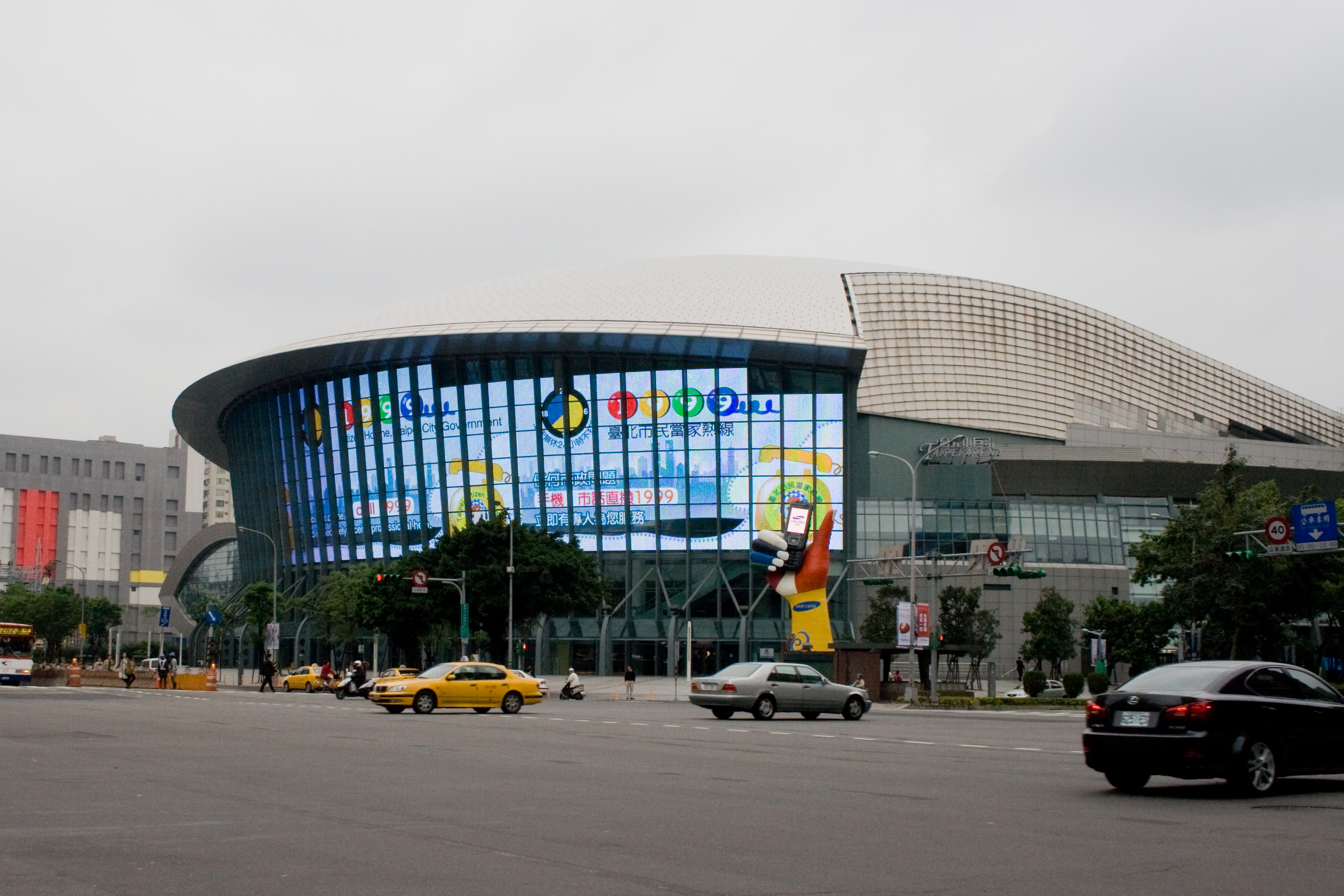
타이베이 아레나의 대형 LED 디스플레이에서 광고 및 영화 예고편을 표시하고 있다.

휘발성 디스플레이는 정적 이미지의 경우에도 픽셀 상태를 유지하기 위해 주기적으로 새로 고쳐야 한다. 따라서 휘발성 화면은 디스플레이의 이미지를 유지하거나 변경하기 위해 주전원(벽 소켓에 연결) 또는 배터리로부터 전력을 필요로 한다. 이러한 새로 고침은 일반적으로 초당 여러 번 발생한다. 이렇게 하지 않으면, 예를 들어 정전이 발생하면 픽셀이 점차적으로 일관된 상태를 잃고 이미지가 화면에서 "사라진다".

### 예시
다음 평면 디스플레이 기술은 1990년대부터 2010년대까지 상용화되었다:
- 플라즈마 디스플레이 패널 (PDP)
- 액티브 매트릭스 액정 디스플레이 (AMLCD)
- 후면 투사: DLP, LCD, LCOS
- 전자종이: E 잉크, 자이리콘
- 발광 다이오드 디스플레이 (LED)
- 액티브 매트릭스 유기 발광 다이오드 (AMOLED)
- 퀀텀닷 디스플레이 (QLED)

광범위하게 연구되었지만 상용화가 제한되었거나 궁극적으로 포기된 기술:
- 액티브 매트릭스 전자 발광식 표시 장치
- 간섭계 변조기 디스플레이
- 전계 방출 디스플레이
- 표면 전도 전자 방출 디스플레이

## 정적

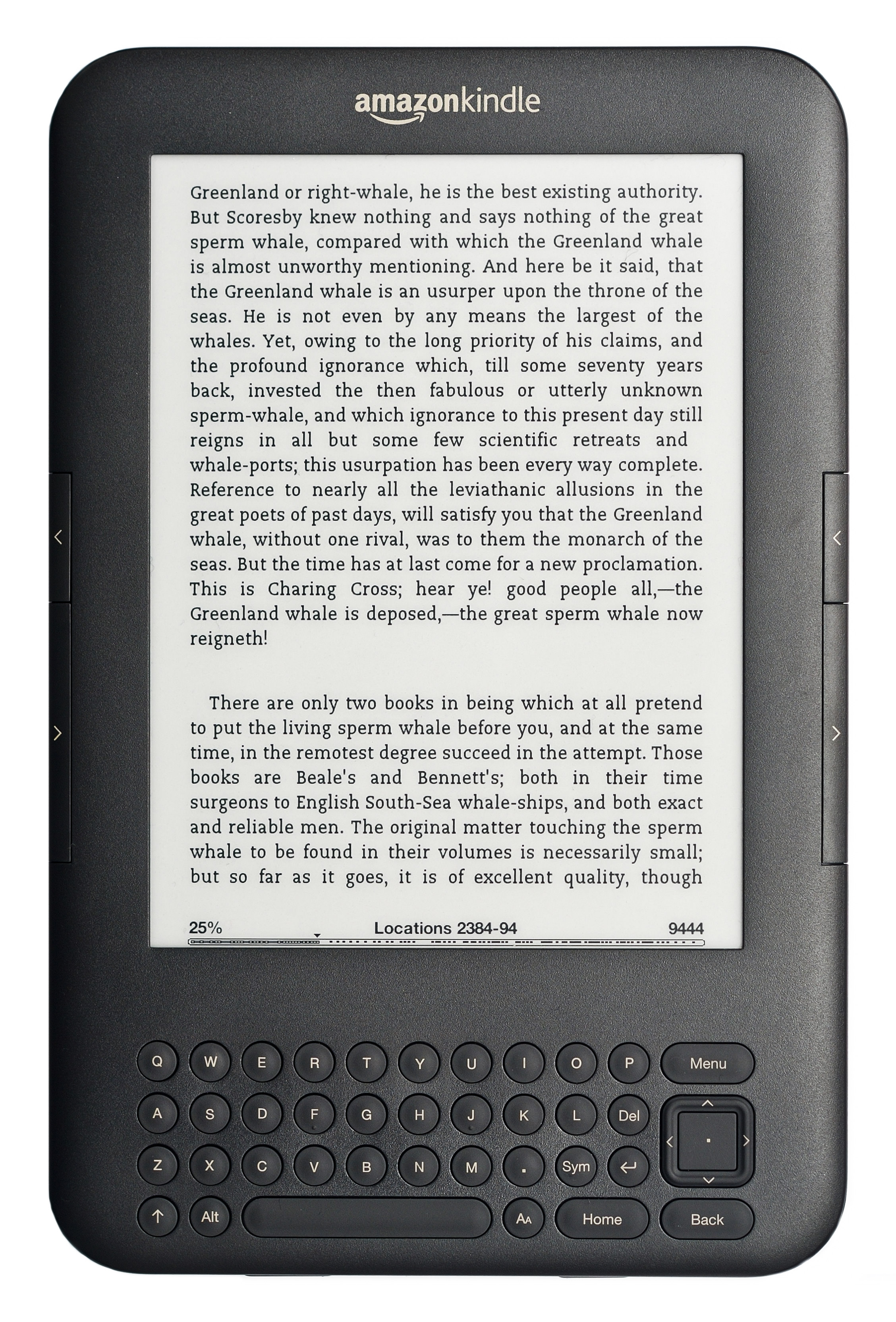
아마존 킨들 키보드 전자책 리더기가 전자책 페이지를 표시하고 있다. 킨들의 책 텍스트 이미지는 배터리가 방전되어도 화면에 남아 있는데, 이는 정적 화면 기술이기 때문이다. 하지만 전원이 없으면 사용자는 새로운 페이지로 넘어갈 수 없다.

정적 평판 디스플레이는 색상 상태가 이중 안정적인 재료에 의존한다. 이는 이미지 유지에 에너지가 필요 없지만, 이미지 변경에는 에너지가 필요하다는 것을 의미한다. 이는 훨씬 더 에너지 효율적인 디스플레이를 만들지만, 상호작용형 디스플레이에서는 바람직하지 않은 느린 새로 고침 빈도를 가지는 경향이 있다. 이중 안정 평판 디스플레이는 제한적인 응용 분야에서 배포되기 시작하고 있다(Magink에서 제조하는 콜레스테릭 액정 디스플레이는 야외 광고에; 전기영동 디스플레이는 소니 및 iRex의 전자책 리더기 장치에; 라벨에; 스마트워치에 간섭계 변조기 디스플레이).

## 같이 보기
- 컴퓨터 모니터
- 디스플레이 모션 블러
- 전자종이
- FPD-링크
- 플렉서블 디스플레이
- 대형 화면 텔레비전 기술
- LCD
- LED-백라이트 LCD 텔레비전
- 평판 디스플레이 제조업체 목록
- 마이크로LED
- 모바일 디스플레이
- OLED
- 플라즈마 디스플레이 패널
- 퀀텀닷 디스플레이
- 소니 워치맨
- 스테레오스코피 특수 안경이 필요 없는 3D 디스플레이
- 터치 패널
- 투명 디스플레이